# Thord Flodqvist
Thord Rubert "Flodan" Flodqvist (5. srpna 1926, Södertälje – 15. března 1988, Södertälje) byl švédský hokejista, brankář. Se švédskou reprezentací vyhrál mistrovství světa v roce 1953 (historický první švédský titul) a 1957. Má ze světových šampionátů též dva bronzy (1954, 1958). Bronzovou medaili si přivezl i z olympijských her v Oslu konaných roku 1952. Za národní tým odchytal 82 utkání. Hrdinou se stal zejména v rozhodujícím utkání na MS 1957 proti Sovětům, kde před koncem dostal ránu pukem do tváře (brankáři tehdy ještě nenosili masky), načež upadl na chvíli do bezvědomí. Po oživení ale pokračoval ve hře, nedostal již gól a udržel tak pro Tre kronor celkové první místo. K zápasu navíc nastoupil s horečkou. Švédskou nejvyšší soutěž hrál za Södertälje SK a AIK Stockholm. Se Södertälje se stal dvakrát mistrem Švédska (1953, 1956). Odehrál v domácí lize 226 zápasů. Po skončení hráčské kariéry se stal trenérem mládeže.